# Uriah Heep
Јураја Хип (енгл. Uriah Heep) енглеска је хард рок група основана 1969. у Лондону. Заједно са групама Лед Зепелин, Дип Перпл и Блек Сабат чинила је „велику четворку“ енглеске хард рок сцене 70-их година 20. века. Гитариста Мик Бокс једини је члан оригиналне поставе који је и данас активан у групи.

## Дискографија
- ...Very 'Eavy ...Very 'Umble (1970)
- Salisbury (албум) (1971)
- Look at Yourself (1971)
- Demons and Wizards (1972)
- The Magician's Birthday (1972)
- Sweet Freedom (1973)
- Wonderworld (1974)
- Return to Fantasy (1975)
- High and Mighty (1976)
- Firefly (1977)
- Innocent Victim (1977)
- Fallen Angel (1978)
- Conquest (1980)
- Abominog (1982)
- Head First (1983)
- EEquator (1985)
- Raging Silence (1989)
- Different World (1991)
- Sea of Light (1995)
- Sonic Origami (1998)
- Wake the Sleeper (2008)
- Celebration (2009)
- Into the Wild (2011)
- Outsider (2014)
- Living the Dream (2018)
- Chaos & Colour (2023)